# Caduta di Harran
Per caduta di Harran s'intendono l'assedio e la cattura della città assira di Harran, divenuta la nuova capitale imperiale dopo la caduta di Ninive, da parte dei Medi e dei Neo-babilonese.

## Contesto
L'impero neo-assiro, a partire dall'anno 639 a.C., aveva subito un declino del loro potere, culminato nelle invasioni babilonesi e mediane delle loro terre. La città di Arrapha cadde nel 615 a.C. nelle mani dei Medi, seguita da Assur nel 614 a.C., e infine la famosa Ninive, la capitale imperiale dell'Assiria, nel 612 a.C. Nonostante i brutali massacri che seguirono, gli Assiri sopravvissero come entità politica, spostando ad Harran il loro governo per mano del re, Assur-uballit II, scampato ai massacri di Ninive. Il re babilonese Nabopolassar  e il re dei Medi, Ciassare, determinati a distruggere per sempre la minaccia della rinascita assira, fecero dunque di Harran il loro nuovo obiettivo.

## Assedio
Gli annali assiri cessano di registrare fatti dopo il 610 a.C., la data presunta dell'assedio di Harran. Intimidito dall'avvicinarsi dell'esercito medo-babilonese, Ashur-uballit e un contingente di rinforzi egizi fuggirono dalla città nei deserti della Siria. L'assedio di Harran durò dall'inverno del 610 a.C. all'inizio del 609 a.C. e la città alla fine capitolò.

## Conseguenze
Dopo che i babilonesi avevano governato Harran per tre mesi, Ashur-uballit e una grande forza di soldati egizi tentarono di riprendere Harran ma questa campagna fallì disastrosamente: gli assiro-egizi assediarono la città dal luglio/giugno 609 a.C. ad agosto/settembre, ritirandosi quando Nabopolassar li raggiunse con il suo esercito, scacciandoli, seppur è possibile che si fossero ritirati anche prima.
Il fallimento di Ashur-uballit ad Harran segna la fine dell'antica monarchia assira che non sarebbe mai stata restaurata. Il destino finale di Ashur-uballit è sconosciuto e il suo assedio di Harran nel 609 a.C. è l'ultima volta che lui, o gli Assiri in generale, vengono menzionati nei documenti babilonesi. I resti dell'esercito assiro si unirono alle forze egizie che avevano vinto i medo-babilonesi a Megiddo. Nel 605 a.C., i babilonesi ebbero la loro rivincita, sconfiggendo gli assiro-egizi nella battaglia di Karkemiš, ponendo fine all'intervento egizio nel Vicino Oriente.

### Fonti
- Cronache babilonesi - ed. standard in (EN) Grayson AK, Assyrian and Babylonian Chronicles, 1975, ISBN 978-1575060491.

### Studi
In italiano
- Mario Liverani, Antico Oriente: storia, società, economia, nuova ed., Bari-Roma, Laterza, 2009  [1988], ISBN 978-88-420-9041-0.
- Vincenzo Mistrini, Gli assiri : la prima superpotenza dell'Oriente Antico, Gorizia, LEG, 2022.

In altre lingue
- (EN) Ahmed SS, Southern Mesopotamia in the time of Ashurbanipal, De Gruyter, 2018, ISBN 978-3-11-139617-0.
- (EN) Bassir H, The Egyptian expansion in the near east in the saite period (PDF), in Journal of Historical Archaeology & Anthropological Sciences, vol. 3, n. 2, 2018,  pp. 196-200.
- (EN) Beaulieu PA, The Fourth Year of Hostilities in the Land, in Baghdader Mitteilungen, vol. 28, 1997,  pp. 367-394.
- (EN) Bertman S, Handbook to Life in Ancient Mesopotamia, OUP USA, 2005, ISBN 978-0-19-518364-1.
- (EN) Boardman J, The Cambridge Ancient History: Volume 3, Part 2, The Assyrian and Babylonian Empires and Other States of the Near East, from the Eighth to the Sixth Centuries BC (PDF), Cambridge University Press, 2008, ISBN 978-1-139-05429-4.
- (EN) Bradford AS, With Arrow, Sword, and Spear: A History of Warfare in the Ancient World, Greenwood Publishing Group, 2001, ISBN 978-0-275-95259-4.
- (EN) Curtis A, Oxford Bible Atlas, Oxford University Press, 2009, ISBN 978-0-19-162332-5.
- (EN) Dandamayev M [e] Grantovskiĭ È, ASSYRIA i. The Kingdom of Assyria and its Relations with Iran, in Encyclopædia Iranica, 1987.
- (EN) Dandamayev M [e] Medvedskaya I, MEDIA, in Encyclopædia Iranica, 2006,  pp. 806-815.
- (EN) Edwards IES, The Cambridge Ancient History, Cambridge University Press, 1970, ISBN 978-0-521-22804-6.
- (EN) Frahm E, A Companion to Assyria, John Wiley & Sons, 2017, ISBN 978-1-4443-3593-4.
- (EN) Healy M, The Ancient Assyrians[collegamento interrotto], Londra, Osprey Publishing, 1991, ISBN 1-85532-163-7, OCLC 26351868.
- (EN) Lipschits O, The Fall and Rise of Jerusalem: Judah Under Babylonian Rule, Eisenbrauns, 2005, ISBN 978-1-57506-095-8.
- (EN) Na'aman N, Chronology and History in the Late Assyrian Empire (631—619 B.C.), in Zeitschrift für Assyriologie, vol. 81, 1991,  pp. 243-267.
- (EN) Potts DT, A Companion to the Archaeology of the Ancient Near East, John Wiley & Sons, 2012, ISBN 978-1-4443-6077-6.
- (EN) Radner K, Last Emperor or Crown Prince Forever? Aššur-uballiṭ II of Assyria according to Archival Sources, in State Archives of Assyria Studies, vol. 28, 2019,  pp. 135-142.
- (EN) Reade JE, Assyrian eponyms, kings and pretenders, 648-605 BC, in Orientalia (NOVA Series), vol. 67, n. 2, 1998,  pp. 255-265, JSTOR 43076393.
- (EN) Roux G, Ancient Iraq, Londra, Penguin book, 1992, ISBN 978-0-14-012523-8.
- (EN) Rowton MB, Jeremiah and the Death of Josiah, in Journal of Near Eastern Studies, vol. 2, n. 10, 1951,  pp. 128-130, DOI:10.1086/371028.
- (EN) Yildirim K, Diplomacy in Neo-Assyrian Empire (1180-609) Diplomats in the Service of Sargon II and Tiglath-Pileser III, Kings of Assyria, in International Academic Journal of Development Research, vol. 5, n. 1, 2017,  pp. 128-130.